# Chenois
Chenois là một xã trong vùng Grand Est, thuộc tỉnh Moselle, quận Château-Salins, tổng Delme. Tọa độ địa lý của xã là 48° 57' vĩ độ bắc, 06° 29' kinh độ đông. Chenois có điểm thấp nhất là 226 mét và điểm cao nhất là 311 mét. Xã có diện tích 3,62 km², dân số vào thời điểm 1999 là 53 người; mật độ dân số là 14 người/km². Xã nằm về phía đông nam của Metz; thuộc Pháp từ 1661.

## Thông tin nhân khẩu
| 1962 | 1968 | 1975 | 1982 | 1990 | 1999 |
| ---- | ---- | ---- | ---- | ---- | ---- |
| 35   | 57   | 59   | 58   | 66   | 53   |